# Gongrocnemis munda
Gongrocnemis munda is een rechtvleugelig insect uit de familie sabelsprinkhanen (Tettigoniidae). De wetenschappelijke naam van deze soort is voor het eerst geldig gepubliceerd in 1895 door Carl Brunner von Wattenwyl.